# Enix
Enix Corporation (jap. 株式会社エニックス Kabushiki-gaisha Enikkusu) – japońska firma produkująca gry komputerowe. Została założona przez Yasuhiro Fukushimę 22 września 1975 roku jako Eidansha Boshu Service Center (jap. 株式会社営団社募集サービスセンター Kabushiki Gaisha Eidansha Boshū Sābisu Sentā), zmieniając nazwę na Enix Corporation w 1982. W 2003 w wyniku połączeniu z Square zamieniła się w Square Enix.